# Medicina ameríndia

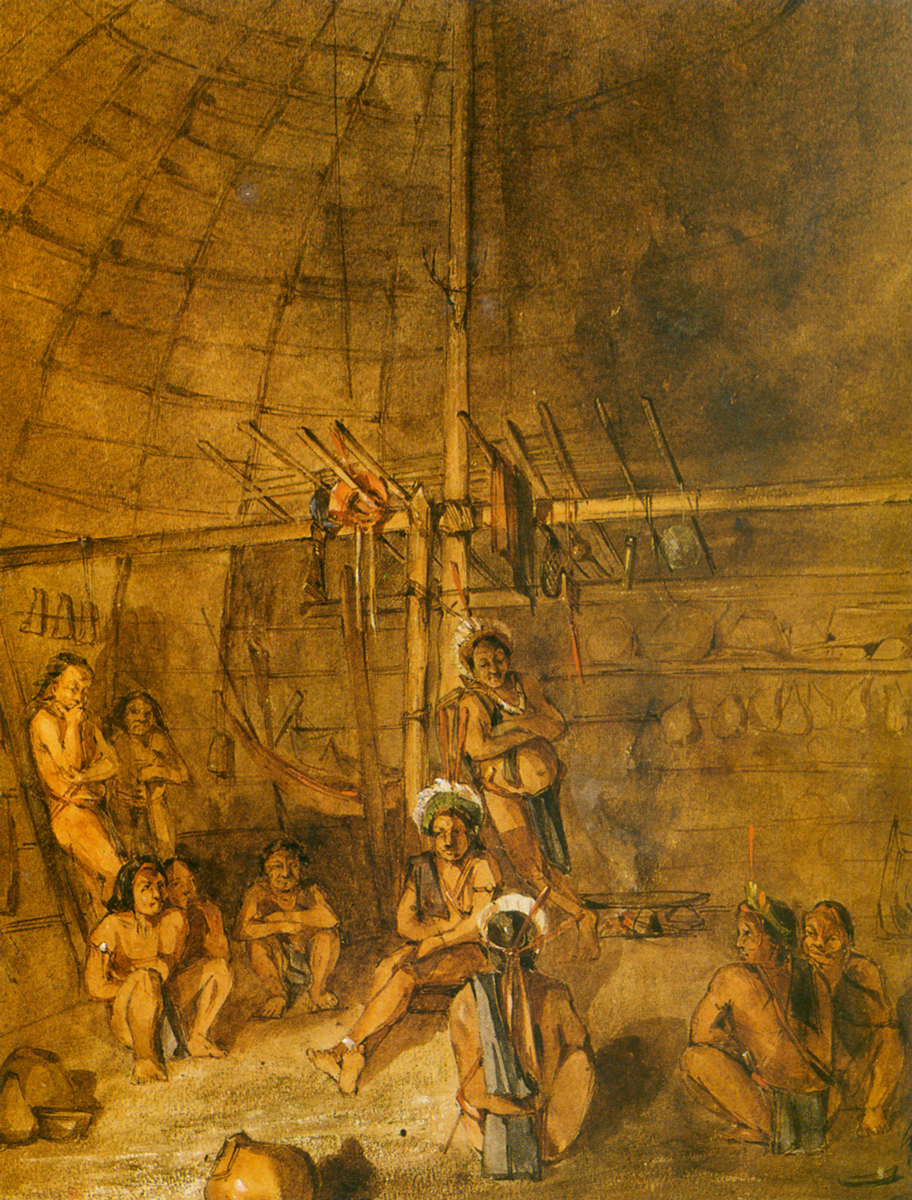
Pajé em aquarela de E. Goodall, 1842

Medicina indígena corresponde ao comportamento orientado para obtenção e preservação da saúde através das práticas culturais dos povos indígenas.
De acordo com Eduardo Estrella (1985), a medicina indígena apresenta os seguintes elementos estruturais:
1. Aplicação de um conjunto de regras, modelos rituais, expressões ou ações que emergem historicamente da vida prática e da ideologia de um grupo social, e que conforma uma série de enunciados acerca da saúde e da doença.
2. Prática esta que propicia o desenvolvimento de um “saber médico” onde se pode identificar: grupos de objetos ou enunciados, jogos de conceitos, séries de escolhas teóricas. Elemento que não constituem uma ciência, como uma estrutura idealmente definida e nem são tampouco conhecimentos amontoados procedentes de experiências, tradições ou descobrimentos unidos apenas pela identidade do sujeito que os gerou. São elementos a partir dos quais é possível construir proposições, desenvolver descrições mais ou menos exatas, elaborar teorias.
3. Os enunciados desse saber médico se constituem sobre elementos empíricos, mágicos, míticos religiosos e racionais sendo especial a influência da ideológica exercida pela religião católica.
4. Os enunciados, conceitos e práticas deste saber médico estão em boa parte, em oposição à ideologia dominante da formação social.

## A natureza do conhecimento indígena
Generalizações sobre as práticas médicas indígenas ou de qualquer outra região do planeta, apesar de necessárias na perspectiva de estudos teóricos, são perigosas porque, existe certa especificidade em cada sistema de crenças mítico-religioso e/ou prática cultural destinada à recuperação da saúde que podem ficar ocultas no exercício da comparação (etnocêntrica).   
Por outro lado a comparação, como se fossem atalhos indicadores das linhas de pesquisa, nos permite ampliar o conhecimento, organizando este sob a forma de modelos etiológicos e terapêuticos fundamentados em teorias de base empírica e científica.  O que antes se apresenta como um conhecimento aparentemente desordenado e não lógico, embora cada vez mais reconhecido, especialmente quanto ao uso de plantas, uso de técnicas de êxtase ou mesmo sobre esse conjunto de práticas, ditas primitivas, que nos permitem curar doenças, conhecer e controlar estados de consciência, controlar emoções ou modificar sentimentos como prática de saúde mental.
Segundo o antropólogo Lévi-Straus, 1976, o "pensamento selvagem" diferencia-se do conhecimento científico por ser analógico, basear-se na intuição sensível em lugar da percepção e da imaginação. Um aproximando-se da bricolagem e poesia (inspiração artística) e o outro apropriando-se  lógica de contradições.
Considerando-se a equivalência dos sistemas etnomédicos, o trabalho é compreender as especificidades que adquirem em função da adaptação à áreas ecológicas, grupos linguísticos e níveis de tecnologia resultantes do processo histórico de acúmulo de conhecimento. Assim procedendo as diversas conquistas de cada povo ou etnia podem ser integrados a grupos de práticas semelhantes, tornado-se mais compreensíveis as razões de sua permanência ou extinção. Lyons e Petrucelli (1997)  associam o valor das técnicas ou medicamentos à sua permanência na(s) cultura(s).
Observe-se também que o conhecimento antropológico não constitui somente um luxo cognitivo mas uma condição da adequação das  políticas sanitárias a seus objetivos de erradicação das grandes endemias, como da melhoria do estado nutricional e sanitário das populações, diga-se de passagem, uma proposição não atingida através da biomedicina. O conhecimento antropológico por sua capacidade de reconhecer a existência, a validade e a eficácia de outros sistemas de interpretação e de resolução de doenças pode contribuir para se buscar os meios de adaptar ou ajustar esse modelo médico aos recursos terapêuticos já existentes. 

## Arte Médica dos indígenas brasileiros
No livro de 1844, de von Martius, Karl Fridrich Philipp: "Natureza, Doenças, Medicina e Remédios dos Índios Brasileiros"  esse autor, com toda a carga de preconceitos do século XIX, observa que o médico, chamado pajé na língua tupi, apesar de não ser doutor, nem mesmo um mestre ou seja possuir os títulos de um professor ou médico europeu, apesar de não fazer parte de grêmio ou corporação que lhes dê direito de curar, possui mais poder e influência no povo que os seus congêneres europeus, segundo ele, graças à ignorância desta.
No seu entender, a medicina indígena é comparável à magia e feitiçaria e ao xamanismo dos nômades asiáticos. Compara ainda, o pajé, ao sacerdote, profeta e adivinho, o zelador das cousas sagradas, conselheiro e legislador, sempre um indivíduo de ascendência e influência no povo, que se distinguem pelo espírito de observação, astúcia e laboriosidade, observando que esse mister, às vezes, também está nas mãos de mulheres velhas.
Em vários momentos de sua obra, faz referência a um culto ou saber desaparecido de modo semelhante aos xamãs siberianos. Declara-se pessimista quanto a possibilidade destes (a raça indígena) encontrarem uma resolução de suas demandas de saúde por recursos próprios, ou face a sua condição social, pelo alcance da ciência médica europeia. Reconhecendo, porém, seu vigor, constituição robusta e longevidade, sobretudo antes de seu contato com a civilização.
Não reconhece nenhuma doença da época como exclusiva dos indígenas e atribui origem nas Índias Ocidentais à cholera morbo, febre amarela e na Costa Oriental Africana à vena medinensis (dracontíase). Na Europa atribui a origem da varíola e sífilis, doenças por serem exógenas não possuíam tratamentos específicos na medicina indígena.
Em sua "História geral da medicina brasileira" Santos Filho relata que no Brasil do século XVI os indígenas acreditavam que as doenças eram causadas por vontade de algum ser sobrenatural, ação dos astros, agentes climáticos, força de uma praga ou castigo. Elas eram denominadas de acordo com o órgão ou a parte do corpo afetada. O tratamento era baseado nas propriedades medicinais da imensa flora local. Para ulcerações, a bouba, ferimentos e dermatoses as plantas indicadas eram a copaíba (Copaifera officinalis), a capeba ou pariparoba (Piper rohrii), a maçaranduba (Mimusops elata, Lucuma procera), a cabreúva (Myrocarpus fastigiatus) e a caroba (Jacaranda caroba, Jacaranda brasiliana); contra febres a jurubeba (Solanum panicyulatum, Solanum fastigiatum), quineiras brasileiras (Strychnos pseudo-quina, Cantarea speciosa), o maracujá (Passiflora de várias espécies); como diuréticos e sialagogos o cajú (Anacardium occidentale), o ananás (Ananas sativus), o jaborandi (Pilocarpus pinnatus); como purgativo e para disenterias o andá-açu (Johannesia princeps) a ipecacuanha ou poaia (Psychotica emetica, Cephaelis ipecacuanha), a batata-de-purga (Ipomoea altissima), a umbaúba (Ceropia peltata) e o guaraná (Paullinia cupana); para mordeduras de cobras e outros animais venenosos a caapiá ou contra-erva (Dorstenia multiformis), o pau-cobra (Potalia amara) e a erva-de-cobra (Mikania opifera); para afecções respiratórias e outras doenças o jataí (Hymenaea courbaril) e o petume ou tabaco (Nicotiana tabacum). O conhecimento dos indígenas sobre as propriedades medicinais da flora foi mantido graças aos registros de missionários, barbeiros-cirurgiões e barbeiros e a tradição oral. Os indígenas também lançavam mão de outros recursos como medicamentos: sangue humano ou de animais (reconstituinte), saliva (cicatrizante), urina (excitante e vomitiva), cabeça ou cauda de ofídios e gordura de onça e outros animais. Bicos, garras, chifres, ossos e cabelos eram calcinados e pulverizados, assim como sapos. Os remédios eram geralmente reduzidos a pó entre duas pedras e depois dissolvidos em água ou sucos. Emplastros feitos com o mesmo vegetal utilizado para uso interno eram aplicadas sobre a parte afetada.  

## Uma proposição
Por recomendação da Organização Mundial de Saúde (OMS) os Estados nacionais devem integrar seus sistemas de saúde oficiais às medicinas tradicionais indígenas. Proposição esta que se depara diante do desafio de identificar elementos comuns ou padrões nas diversas medicinas tradicionais, falas indígenas saberes e a práticas de autoatenção que se constituirão como base da "indigenização" das políticas públicas mais apropriadas a reorganização sociocultural do cuidado com a saúde em contextos específicos. 
Sabe-se porém que os sistemas etnomédicos (xamanismo) ou medicinas tradicionais derivadas dos sistemas míticos religiosos possuem muitas características não comparáveis à prática médica ocidental, menos ainda à moderna medicina baseada em evidências. Contudo, o exercício de identificação da coerência e unidade desse saber, pode favorecer a tarefa de oferecer serviços de saúde as populações indígenas remanescentes, identificando a forma como o percebem e utilizam 
No Brasil a saúde das populações indígenas está sob responsabilidade  Secretaria Especial de Saúde Indígena (SESAI) e nos EUA Estados Unidos da América do Norte ao  Indian Health Service.
Sem pretender elucidar as questões da importância fundamental do idioma ou de outros elementos culturais, especialmente níveis de tecnologia ou civilização, pode-se ter como referência o conjunto dos principais troncos e famílias linguísticas para, a partir destes grandes grupos, reunir dados etnográficos dos sistemas míticos religiosos e práticas xamânicas dos povos indígenas superando-se as barreiras linguísticas da nomenclatura das regiões anatômicas do corpo, "tradução" da designação dos sinais e sintomas  e/ou como estabelecidos nos projetos participativos de pesquisa-ação da FUNASA (SESAI), classificados em três eixos transversais: sistemas tradicionais de parto indígenas; plantas medicinais além do xamanismo e intermedicalidade.
Assim sendo identifica-se no Brasil como principais grupos linguísticos, em torno dos quais estão reunidos os achados etnográficos relativos às práticas de saúde:
- O Tronco Tupi e a família Tupi-Guarani
- O Tronco Macro-Jê
- A família Karib
- As Famílias Aruák e Arawá
- As famílias Tukano, Maku e Yanomami

ou seja vislumbra-se a possibilidade de identificar-se mitos e referências específicas à práticas de saúde nas línguas indígenas e áreas culturais em que estas se subdividiram, no mínimo como um vocabulário para subsídio da organização das intervenções sanitárias e diálogos com essas populações. Numa proposição mais ampla (povos indígenas) temos ainda os seguintes troncos e famílias linguísticas na América:

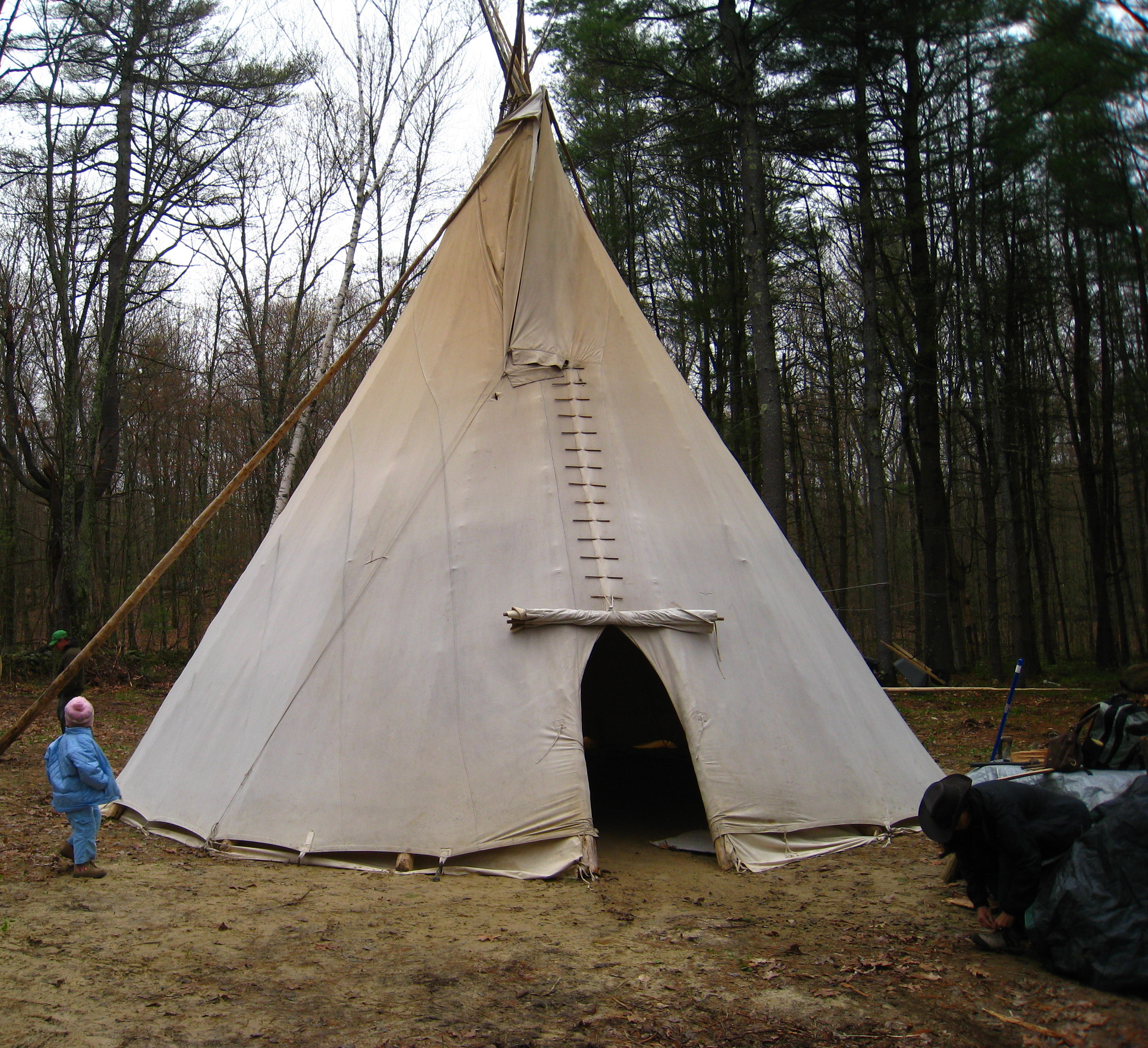
Tipi utilizado na cerimônia do Peiote

- Esquimó (aleuta)
- Na dene
- Algonguiano - ritwan
- Siouan inclui os Iowa
- Salishan
- Iroquês
- Otomangue (Zapoteca)
- Nahualt (Asteca)
- Chibcha
- Maia
- Quechua (Quechumaran) - Aimara

## Diversidade de práticas terapêuticas
Apesar da diversidade linguística das Américas o conjunto de práticas terapêuticas é relativamente mais limitado e com características comuns a muitas das culturas. Incluem-se na medicina tradicional dos  povos da América do Sul: o uso do Tabaco (Nicotina tabacum),   aplicação de calor e defumação, massagens, fricções, extração da doença por sucção/ vômito, escarificação no tórax e locais inflamados;  rituais com uso de plantas psicoativas como a Jurema (Mimosa nigra; M. hostilis), a Ayahuasca ou Hoasca (Banisteria caapi & Psichotria viridis), o Paricá (Piptadenia peregrina, P. macrocarpa).      A utilização de produtos animais como as secreções do anuro Phyllomedusa bicolor, utilizado popularmente no norte do país como "vacina do sapo". 
Na América do Norte e Central,  encontraremos rituais com plantas psicoativas como a Datura (Datura stramonium) e cactos (Lophophora williamsii - o Peiote); além de fungos ou cogumelos (Psilocibe e Stropharia) e técnicas semelhantes à sauna (câmaras de suar – "sweat lodge".    
O estudo da distribuição desses saberes e práticas por área geográfica é limitado quanto a organização específica desse sistemas em relação à práticas empíricas de diagnosticar doenças (ou seja, a distribuição das técnicas não respeita a geografia) mas extremamente útil para selecionar plantas e dietas a serem utilizadas como medicamentos genéricos. O saber específico de cada etnia - tarefa da Etnobotânica, por sua vez, possivelmente obedece a lógica da derivação de idiomas e distribuição demográfica em áreas culturais.

## Escarificação e cirurgias

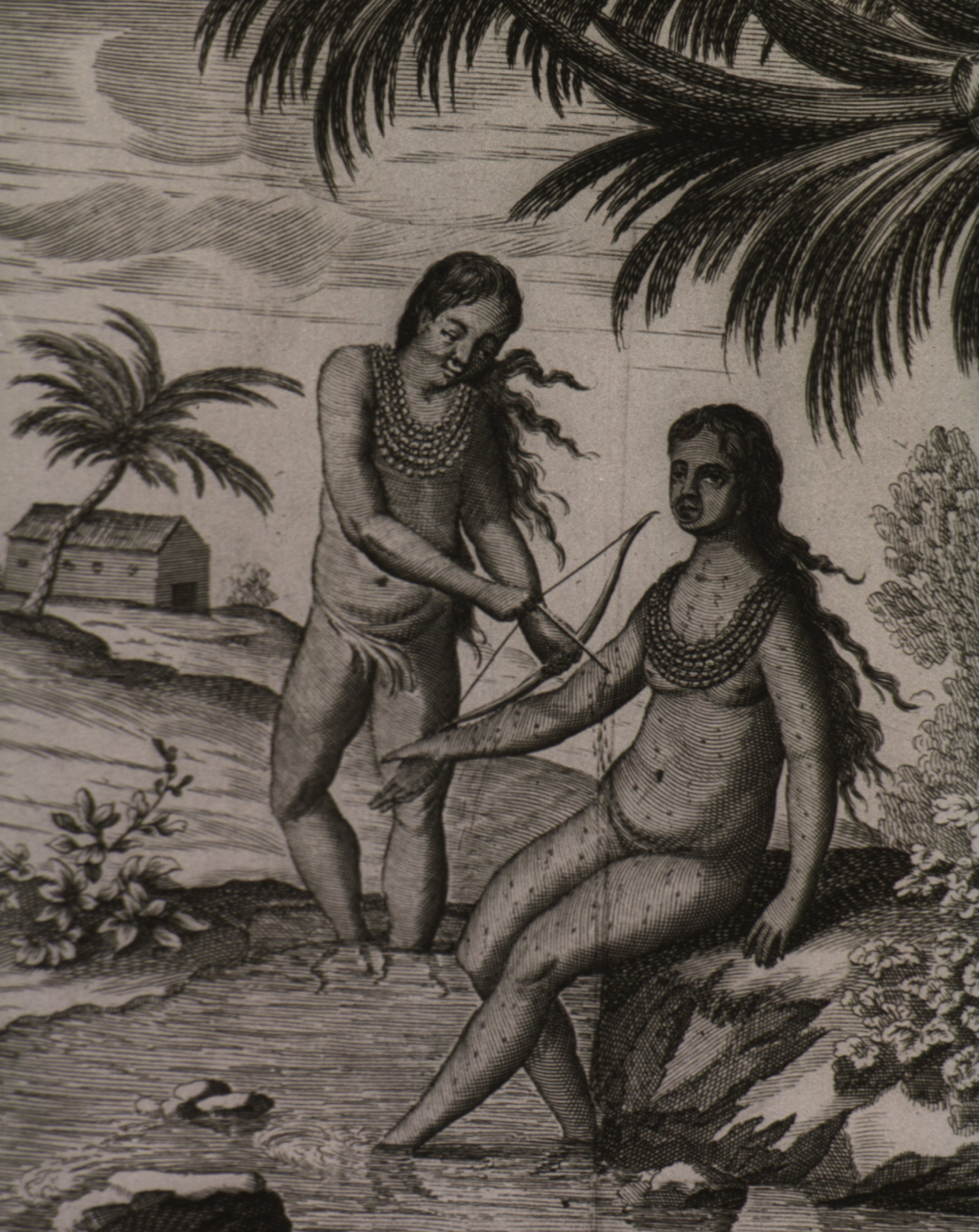
Flebotomia, entre nativos americanos registrado por Wafer, Lionel (1699)

É pratica comum na América a escarificação no tórax e locais inflamados com bico, dentes de animais ou fragmentos de cristais equivalentes às antigas técnicas de sangria. Houve época que essa última técnica associou-se à medicina dos cirurgiões barbeiros e aplicadores da sanguessugas (Hirudus medicinalis ou bicha como era conhecida no Brasil antigo) e as terapias por aplicação de ventosas que atualmente são práticas em extinção. Quanto a prática da flebotomia ter origem na medicina indígena ou dos colonizadores, Santos Filho   e Sá Menezes  descrevem o registro dessa prática por diversas fontes, assinalando ainda este último de sua utilização como técnica abortiva e de tratamento odontológico.
Uma variante da escarificação é a aplicação pelo pajé (Bisamus entre os Cariris) de irritantes químicos como a Urtiga e o Cansanção em locais específicos do corpo pelos indígenas Kiriris (Siqueira, 1978), o leite de cansanção é também aplicado sobre a cárie (buraco do dente) (Bandeira, 1972). Ainda hoje, na medicina popular a urtiga é utilizada em aplicação local e chá para dores reumáticas. Há referências a utilização de pimenta cumim externamente sobre o corpo de gestantes para aliviar a dor do parto (Bandeira, o.c.)  o que hoje se explica pela presença do elemento ativo Capsaicina com propriedades analgésicas.

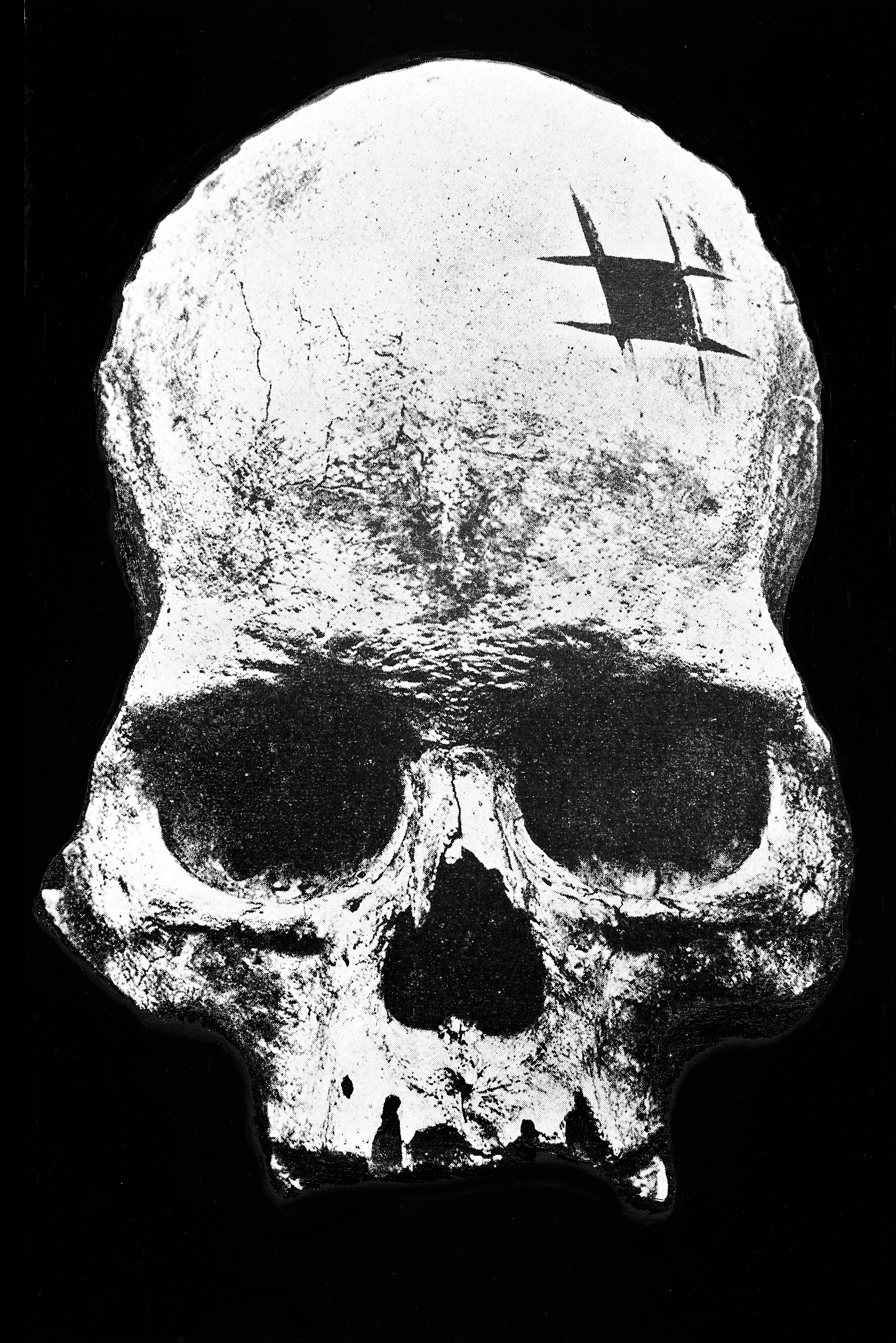
Face anterior de crânio Inca, mostrando trepanação

Alguns antropólogos chamam atenção para especificidade das medicinas das antigas civilizações Inca na América do Sul, Asteca e Maia na Mesoamérica especialmente a primeira, relativamente mais conhecida, e importante para a região amazônica. A medicina inca, famosa por apresentar medicamentos com o a quina (Cinchona) que contém quinina poderoso agente contra a malária, incluía práticas cirúrgicas como trepanações do crânio com finalidade neurocirúrgica não completamente esclarecida (descompressão de tumores, tratamento de concusão ou hemorragias - remoção de coágulos,?),
Segundo Jürgen Thorwald, (1990)  o surpreendente nos achados do Peru é a alta percentagem dos sobreviventes da trepanação, refere-se que entre quatrocentos crânios examinados por Tello havia duzentos e cinqüenta casos de cura, e entre os setenta e um casos examinados por MacCurdy foram encontrados apenas doze sem sinais de regeneração ou sobrevivência.

## Civilizações americanas
Os médicos historiadores Lyons e Petrucelli (o.c.) descrevem as culturas pré-colombianas como sistemas de intrincadas misturas de religião, magia e empirismo semelhantes ao das sociedades arcaicas: religião, porque alguns deuses provocavam doenças enquanto outros protegiam os seus devotos; magia, porque muitas doenças que se consideravam causadas por encantamentos de inimigos ou rivais, deviam ser curadas por meios mágicos; empirismo, porque se usavam plantas, minerais e técnicas cujo valor ainda hoje se mantém.

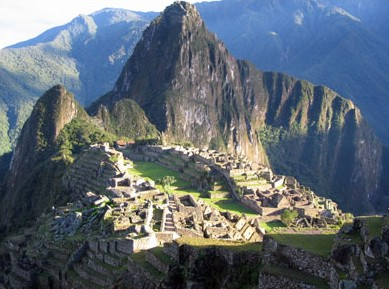
Machu Picchu, cidade inca.

A medicina inca, além de intervenções cirúrgicas possuía ampla farmacopeia com plantas importadas das mais longínquas regiões da América. A etnia Kallawaya, que se integrava ao império tem fama, sobretudo, de ter desenvolvido (aprendendo com de outras etnias, coletando e climatizando) grande parte das plantas utilizadas por todo o império, tal qual pesquisadores especializados em etnofarmacologia que hoje realizam pesquisas de bioprospecção.
Entre os tratamentos utilizados no sistema etnomédico da macro etnia neoincaica, utilizando-se a expressão de Ribeiro, incluía também substancias enteógenas misturados com pelo menos uma dezena de plantas curativas ou plantas mestras (plantas professoras). Tanto o efeito combinado (sinérgico) dessas misturas como a cura através de rituais com substancias psicoativas ainda não foram compreendidos por nossa medicina científica - cosmopolita e precisam ser melhor estudados.
Ainda hoje, em algumas regiões da América, encontram-se associação das medicinas tradicionais da região com práticas europeias específicas como a hidroterapia e medicina natural desenvolvida no Chile por Manuel Lezaeta Acharán (1881-1959) – bastante conhecido no Brasil pela nova geração de médicos naturalistas. Resta-nos, nesse caso a tarefa de pesquisar até que ponto a doutrina térmica proposta por esse autor tem a ver com os conceitos do efeito do frio e quente da nossa cultura popular (extensível à qualidade de alimentos e medicamentos) em especial entre os xamãs (machi) da cultura Mapuche do Chile - Argentina.
Os costumes indígenas de enterrar-se na beira dos rios, ou permanecer na água corrente para controle de febres das grandes epidemias de varíola e sarampo referidos por Martius teriam vindo de práticas já consolidadas empiricamente(?)  tipo a utilização da argila pelos médicos naturalistas (?). Segundo Martius as febres cíclicas eram explicadas como associadas ao ciclo lunar. Por outro lado o uso da calor também está associado a uma série de doenças por eles diagnosticadas. Encontram-se gravuras dos primeiros viajantes mostrando a utilização do fogo para aquecer os doentes em leitos de madeira colocados próximos de fogueiras. Pode se perguntar se tais práticas assim como a das câmaras de suar (saunas), que ainda são utilizadas na América do Norte, influenciaram-se mutuamente (?) e se fundamentam em padrões explicativos semelhantes (como propõe Estrella, 1985) em todos os povos que utilizam tais recursos (?).

## Contribuições da Amazônia
O uso terapêutico da Ayahuasca
O uso da Ayahuasca, hosaca, Yagé; Nixi honi xuma, Capi, Caapi; Purga; Vegetal; ou seja dos preparados da Banisteriopsis caapi e Psychotria viridis com e sem outras plantas de efeito medicinal é sem dúvida uma das maiores contribuições da medicina inca e indígena da Amazônia. Sua utilização é milenar e sua sobrevivência e expansão nas Américas no mínimo atesta a importância da necessidade de pesquisas sobre seu efeito terapêutico.
De acordo com Takiwasi Centre um centro de tratamento do abuso de drogas que usa ayahuasca e outras medicinas tradicionais como parte do programa terapêutico, as medicinas tradicionais oferecem respostas satisfatórias (comparáveis em termos de eficiência e eficácia) à problemática de saúde mental que poderia se imaginar características das culturas que a utilizam originalmente. Contudo a experiência médica tem demonstrado o oposto, essa prática tem atingindo dimensões transculturais em áreas onde a medicina ocidental é bastante deficiente como o das toxicomanias.
Propriedades semelhantes a dos agentes serotoninérgicos e alguns estudos realizados nos EUA  apontam a utilização da hoasca para tratamento da depressão, inclusive de pacientes terminais (associando-se principalmente nesse último caso à orientação religiosa espiritual). Recentemente a Universidade Johns Hopkins tem selecionado voluntários para estudos científicos da pratica espiritual e meditação com utilização da Psilocibina uma substancia enteógena presente em cogumelos utilizados pela medicina nahualt. As pesquisas da etnopsiquiatria e terapia com alucinógenos hoje denominados enteógenos iniciada com as pesquisas com LSD, proibidas face utilização descontrolada dessas substancias na expansão da contracultura hippie, tem sido retomadas e utilizadas em pesquisas que incluem patologias como autismo e cefaleias além dos dois transtornos psiquiátricos acima referidos (depressão e drogadição).
Na Amazônia Ocidental estudos apontam de 40 a 72 grupos que fazem uso da ayahuasca  (Ribeiro, 1986; Luna, apud Labate, 2002 ). Os referidos grupos tribais que tem o yagé ou ayahuasca como elemento estruturante de mitos e ritos concentram-se na região do Solimões (Alto Amazonas) e predominam grupos de idiomas das famílias:
- Quéchua (Quechumaran) a exemplo dos Ingano (Ingas); Kofan (Cofán); Kamsá (Camsás ou Quillacigas) Kallawaya Encostas andinas do Vale Sibundoy – (Colômbia) ou da macro-etnia neo-incaica;
- Aruák e Arawá (Baniuas; Machigenguas; Piros; Culinas, Ashaninka ou Campas, Tarianas e outros);
- Tukano (Airo-pai; Barasana; Cubeo; Desana; Tuiúcas ; Makuna ; Siona)
- Pano (Marubos, Caxinauás, Yaminawas, Shipibo-conibo)

e de línguas menores e/ou não classificadas como Ashuar (Jivaro ou Shwaras e Secoya)  Katukina; Maku; Uitoto.
No Brasil a utilização da Hoasca nos grupos religiosos urbanos e tradições da amazonas está em plena expansão. Encontra-se ainda o uso isolado por curandeiros - vegetalistas tal como ainda é utilizado na Amazônia peruana; a integração dessa prática com religiões africanas e tradições locais,   até o processo de urbanização em grupos religiosos formalmente identificados tal como: o Santo Daime criado por Raimundo Irineu Serra (Mestre Irineu) em 1930; Centro Espírita e Culto de Oração Casa de Jesus Fonte de Luz (Barquinha) em 1945 por Daniel Pereira de Matos (Mestre Daniel)  e o Centro Espírita União do Vegetal criado em 1961 por José Gabriel da Costa   respectivamente os dois primeiros em Rio Branco no Acre e o segundo em Porto Velho,  Rondônia.
MacKena  e Ricciardi   ressaltam as diferenças de contexto no efeito do chá, no uso individual no uso terapêutico proposto por curandeiros - vegetalista e no uso ritual de caráter religioso e de auto – ajuda que vem se desenvolvendo nos grupos religiosos acima citados.
Strassman, e outros autores  ressaltam que a ayahuasca é uma das várias infusões ou decocções psicoativas preparada a partir de Banisteriopsis spp. As bebidas resultantes são farmacologicamente complexas e utilizadas com propósitos xamânicos, etnomédicos e religiosos. Pesquisadores ocidentais já registraram uma variedade de 200-300 plantas diferentes utilizadas no seu preparo. A associação destas plantas deve ser considerada no contexto de cada realidade etnomédica  onde também se inclui as prescrições comportamentais reafirmando a questão levantada por Strassman de que a utilização da hoasca deve ser considerada como uma infusão medicinal xamânica, num plano equivalente à medicina ayurvedica ou tibetana.
Outras contribuições
A vacina do sapo de origem em grupos Pano, Aruaque e Aruá (ver verbete específico)  insere-se na utilização numa ampla farmacopeia ainda não completamente conhecida das populações indígenas. Entre as substancias utilizadas encontram-se substancias psicoativas (utilizadas sem ritual "religioso") incluindo Coca (Erythroxylum coca) ou epadu/ ipadu  ; Marapuama (Ptychopetalum olacoides),  sendo a mais conhecida o Guaraná (Paullinia cupana) e preparados com Castanha-do-pará (Bertholletia excelsa); calmantes como a Casca preciosa (Aniba canelilla); medicamentos de efeito anti-inflamatórios e antibióticos como Paratudo (o Ginseng-brasileiro - Pffafia glomerata)  , Andiroba (Carapa guianensis), Unha-de-gato (Uncaria tomentosa)  ; Carapanaúba / Carapanã-uba (Aspidosperma nitidum); Pau d'arco (Tabebuia avellanedae)   entre outras.
O mais conhecido, mas também ainda não utilizado plenamente para desenvolvimento da região, são as frutas como Açaí (Euterpe oleracea), Cupuaçu (Theobroma grandiflorum), Bacuri (Platonia insignis), Bacaba (Oenocarpus bacaba), Pupunha (Bactris gasipaes). Observe-se porém que há uma série de produtos da floresta de valor nutricional tipo batatas, carás e/ou condimentos, que poderiam ser incluídos na alimentação das populações rurais (e urbanas caso comercialmente explorados) e não são sequer conhecidos. 
Por outro lado, como ressalta Eliade, 2002, entre as grandes contribuições do Xamanismo estão os mundos fabulosos, descobertos e descritos pelos antigos xamãs, tão necessários ao combate dos demônios e desordens na esfera do sagrado (leia-se linguagem ou inconsciente numa interpretação psicanalítica). Utilizando símbolos eles são capazes de conduzir pessoas a transformar os sentimentos ruins em bons dirimir inimizades que ameaçam o bom convívio social. O xamã é alguém que pode ver esse mundo invisível e sobrenatural e se dispõe a curar, ouvir, compreender e até mesmo a ensinar a ser xamã, curandeiro, mestre ou pajé.  Tarefa na qual nenhuma das plantas da Amazônia aqui referidas é tão útil e amplamente utilizada como a ayahuasca e o complexo mundo simbólico da floresta imaginada, povoada de espíritos e divindades vivas nas sobrevivências dos povos e culturas da América.

## Ver também

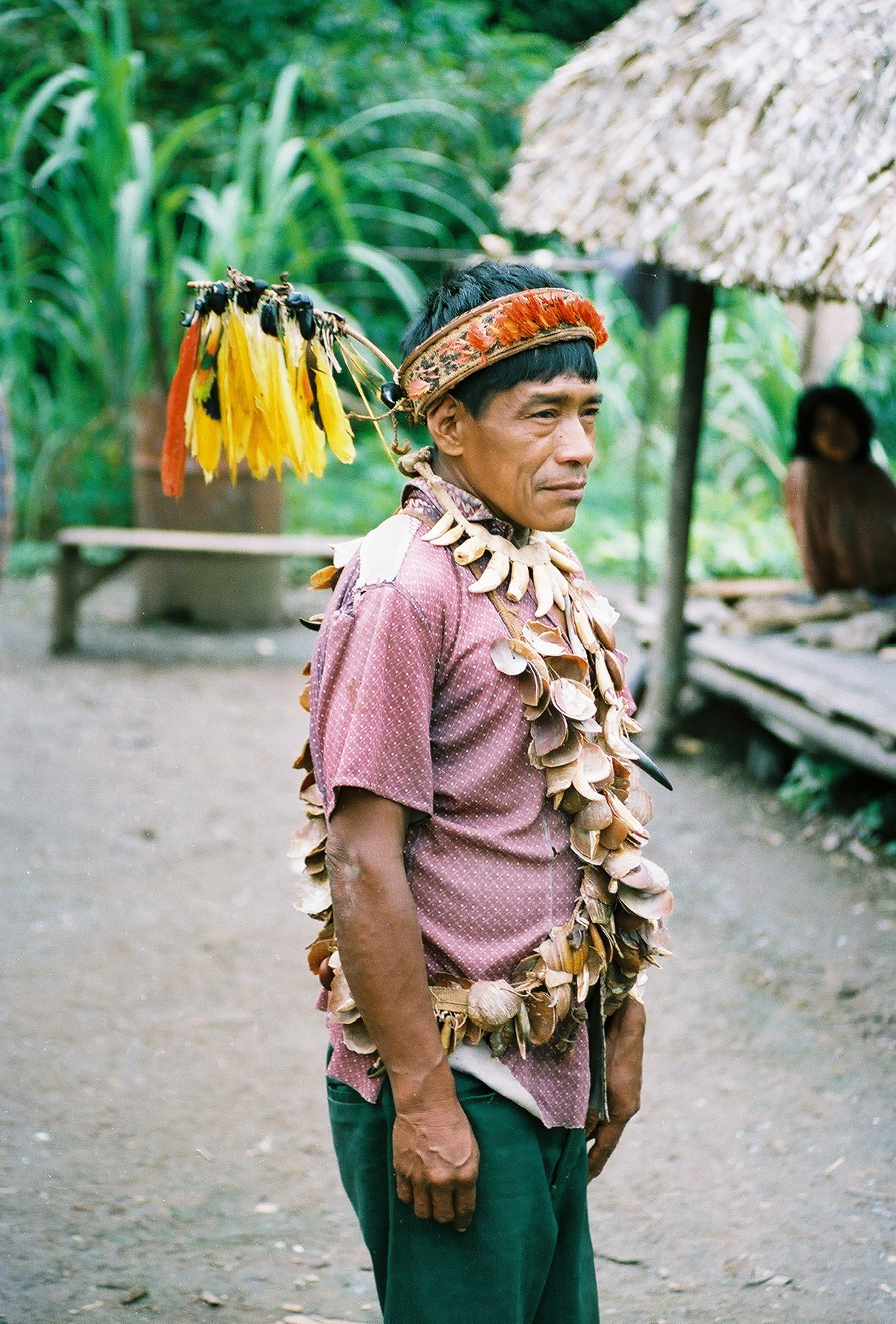
Urarina Xamã, 1988